# المبتلة (حبيش)

تعديل مصدري - تعديل

المبتلة محلة تابعة لقرية الكربة، التابعة لعزلة الناحية بمديرية حبيش إحدى مديريات محافظة إب في الجمهورية اليمنية، بلغ تعداد سكانها 20 حسب تعداد اليمن لعام 2004.